# Volksbank Höchst
Die Volksbank Höchst a. M. eG war eine Genossenschaftsbank mit Sitz im Frankfurter Stadtteil Höchst.

## Geschichte
Am 21. Mai 1862 gründeten 14 Höchster Bürger einen Vorschuss-Verein, den Vorläufer der späteren Höchster Volksbank. Der Vorschuss-Verein wurde am 24. Juni 1920 in Vereinsbank Höchst a. M. und im März 1942 in Volksbank Höchst a. M. umbenannt.
In der Geschichte der Volksbank hatte es keinerlei Zusammenschlüsse mit anderen Banken gegeben, nur 1986 nahm die Bank die Spar- und Darlehenskasse Flörsheim auf. Noch 2012 erklärte die Bank, sie würde ihre Eigenständigkeit auf jeden Fall bewahren. Zuletzt hatte die Volksbank Höchst a. M. 8 Filialen; neben der Hauptstelle in Höchst waren dies Filialen in den Frankfurter Stadtteilen Sindlingen, Zeilsheim, Unterliederbach und Nied sowie in den Städten Hattersheim, Hattersheim-Okriftel und Flörsheim am Main (Main-Taunus-Kreis).
Am 17. März 2016 beschloss die Volksbank Höchst a. M. rückwirkend zum 1. Januar 2016 den Zusammenschluss mit der Frankfurter Volksbank. Der Markenname Volksbank Höchst wird für die ehemaligen Filialen weitergeführt.